# El Greco
El Greco, właśc. Domenikos Theotokopulos, gr. Δομήνικος Θεοτοκόπουλος (ur. ok. 1541 w Fodele lub w Kandii na Krecie, zm. 7 kwietnia 1614 w Toledo) – hiszpański malarz, rzeźbiarz i architekt pochodzenia greckiego, jeden z najwybitniejszych przedstawicieli manieryzmu. Jego twórczość ukształtowały idee kontrreformacji i wizje hiszpańskich mistyków. Obrazy El Greca są pełne ekstazy, mają żywą kolorystykę i wyróżniają się ekspresją form. Do jego najważniejszych dzieł zalicza się Męczeństwo świętego Maurycego (1577), Obnażenie z szat (1579), Pogrzeb hrabiego Orgaza (1588) i Widok Toledo (ok. 1610).
Od śmierci El Greca, przez prawie trzysta lat, jego twórczość była praktycznie nieznana lub niedoceniana. Ekspresja jego dzieł czy charakterystyczne wydłużone postacie aż do XIX wieku nie znajdowały zrozumienia wśród krytyków. Wydłużenie postaci, będące wyrazem artystycznej transformacji, było interpretowane w XIX wieku jako konsekwencja wady wzroku, a nie jako świadomy zabieg artystyczny, indywidualizm i uduchowienie wizji malarskiej. Jego prace odkryto na nowo dopiero pod koniec XIX wieku, kiedy doceniono jego silny indywidualizm i ekspresję. Ponowne odkrycie malarza wywarło szczególny wpływ na środowisko niemieckich ekspresjonistów, do czego istotnie przyczyniły się pisma krytyka sztuki Juliusa Meiera-Graefego (m.in. Spanische Reise z 1910).
Również życie prywatne malarza długo pozostawało nieznane. Pierwsza biografia z 1625 podawała błędną datę urodzenia i śmierci; jeszcze w XIX wieku uznawano go w Hiszpanii za cudzoziemca należącego do szkoły weneckiej malarstwa włoskiego. Taki pogląd został sformułowany w pierwszym katalogu malarstwa wydanym przez Muzeum Prado w 1843 i utrzymywany był przez kilkanaście wznawianych edycji aż po tę z 1907. Tymczasem w 1902 zorganizowano w Prado pierwszą wystawę indywidualną poświęconą El Grecowi. W 1908 została wydana pierwsza, obszerna monografia El Greca autorstwa Manuela Cossío. Dopiero w 1910 Prado zmieniło swoje stanowisko wobec malarza, pozostawiając jednak nadal w katalogu błędną datę jego urodzin i śmierci, pomimo że zarówno José Foradada y Castán w 1876, jak i Cossío udokumentowali w swoich pracach właściwą datę zgonu artysty. Również sama postać malarza była na przestrzeni wieków odmiennie odbierana. W 1870 Benito Pérez Galdós opisał El Greca jako genialnego, ale obłąkanego malarza, o czym miały świadczyć postacie mizerne, okropne, bez krwi, chude i pożółkłe, z głowami zagrzebanymi w ogromnych kryzach z plisowanych koronek. W 1903 niemiecki historyk Carl Justi uważał malarza z Toledo za przedstawiciela ducha chrześcijańskiego średniowiecza, impresjonistę i anarchistę. Przeciwną opinię prezentował natomiast w 1900 Elías Tormo y Monzó, uznając El Greca za świadomego artystę, umiejącego łączyć doświadczenia zaczerpnięte z Krety i Włoch, ale zachowującego specyficzny „elgrekowski mistycyzm”. Manuel Cossío w okresie powstawania monografii miał do dyspozycji trzydzieści siedem dokumentów dotyczących El Greca. Obecnie znanych jest ich ponad pięćset, a ponadto 18 tys. słów autorstwa samego Domenica „dotyczących jego malarstwa, architektury oraz artystów jego epoki”.

## Życiorys

### Data i miejsce urodzin

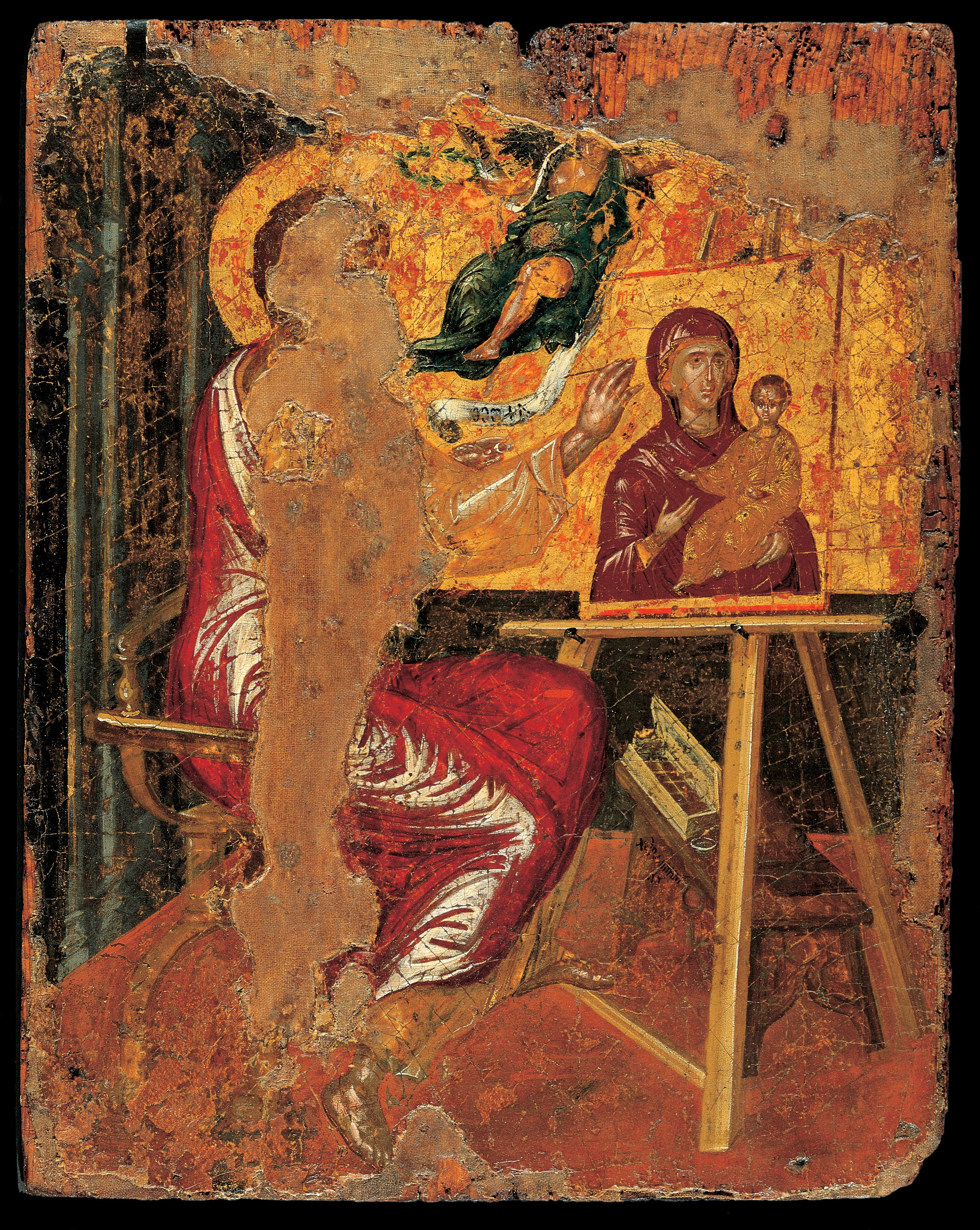
Święty Łukasz malujący Marię z Dzieciątkiem, jeden z pierwszych obrazów El Greca

El Greco urodził się na Krecie, należącej wówczas do Republiki Weneckiej, w mieście Kandia (późniejszy Heraklion) w 1541, jako Domenikos Theotokopulos. Według niektórych badaczy XX wieku mógł urodzić się w górskiej wiosce Fódele, w pobliżu Kandii, choć te informacje nie posiadają potwierdzenia w źródłach historycznych. Ojcem El Greca był Tzortzis (Zorzi) Theotokopulos, zamożny Grek z rodu wywodzącego się z Bizancjum; jego przodek przybył na wyspę jeszcze w XIV wieku.
Data urodzenia została ustalona na podstawie zeznań samego El Greca, które złożył w październiku i listopadzie 1606, w związku z pozwem z udziałem Bractwa Nuestra Señora de la Caridad w Illescas; El Greco podał wówczas swój wiek: sześćdziesiąt pięć lat. Hiszpański historyk sztuki Fernando Marías w swojej najnowszej monografii poświęconej El Grecowi podaje, że w pierwszej biografii artysty napisanej w 1724 przez Antonia Palomina, podana została błędna data śmierci – 1625 oraz krótka, ale istotna informacja: „zmarł w wieku 77 lat”. Przyjmując prawidłową datę śmierci, El Greco miałby urodzić się w 1537. Marías przyjmuje więc datę urodzin El Greca pomiędzy 1537 a 1541 lub 1542, zaznaczając, iż każda z tych dat może być prawidłowa. Na datę wcześniejszą wskazuje również fakt, że w najwcześniejszym zachowanym dokumencie związanym z El Grekiem, datowanym na 28 września 1563, wspomina się o malarzu jako o „mistrzu sztuki malarskiej”. Biorąc pod uwagę, że minimalnym wiekiem potrzebnym do otwarcia własnego warsztatu było około dwudziestu pięciu lat, wcześniejsza data urodzin El Greca jest wielce prawdopodobna.

### Wyznanie
To, jakiego wyznania był El Greco i jego rodzina, jest kwestią sporną. Wielu naukowców badających po 1960 życie malarza, m.in. Nicholas Panayotakis, Pandelis Prevelakis czy Maria Constantoudaki, wykazuje, że rodzina El Greca i jego przodkowie byli prawosławnymi Grekami, a jeden z nich był nawet kapłanem prawosławnym. Prevelakis wyciąga jeszcze bardziej odważne wnioski, wyrażając wątpliwości co do tego, czy El Greco był praktykującym katolikiem. Profesor Andrzej Witko podtrzymuje opinie pierwszych biografów El Greca i uważa, że katolicyzm artysty przejawia się głównie w jego dziełach. Inspiracją dla nich były doktryny Kościoła, podparte nauką Soboru trydenckiego. Jak twierdzi Witko: 

...El Greco był rzeczywiście człowiekiem religijnym, odkrywającym własną pobożność w swych dziełach. To właśnie one poprzez treść, kompozycję i ikonografię nie tylko wskazują na dogłębną znajomość nauki Kościoła, ale także dają żywe świadectwo jego wiary. Twórczość Theotokopoulousa była znaczącym orężem w walce z reformacją o czystość doktryny religijnej.

 David Davies, brytyjski uczony i znawca twórczości El Greca, uważał artystę za katolika obrządku łacińskiego pozostającego pod wpływem Erazma z Rotterdamu. Fernando Marías ostrożniej podchodził do kwestii wiary artysty, co podsumowywał: 

El Greco mógł być obojętny lub oziębły, mógł być niedowiarkiem, agnostykiem, oczytanym libertynem, wyznawcą prawosławia lub katolikiem <<sui generis>>, lecz każde z jego dzieł musiało mieć swoje własne znaczenie, niezawężające się w żadnym wypadku do osobowości twórcy i jego najbardziej prywatnych przekonań.

Wiarę katolicką wyznawał starszy brat El Greca, Manuel Theotokopoulos. Na fakt ten wskazał Fernardo Marías w swojej monografii: Manuel w dniu śmierci 13 grudnia 1604 przyjął sakramenty święte i został pochowany w kościele parafialnym św. Sebastiana.

### Rodzina

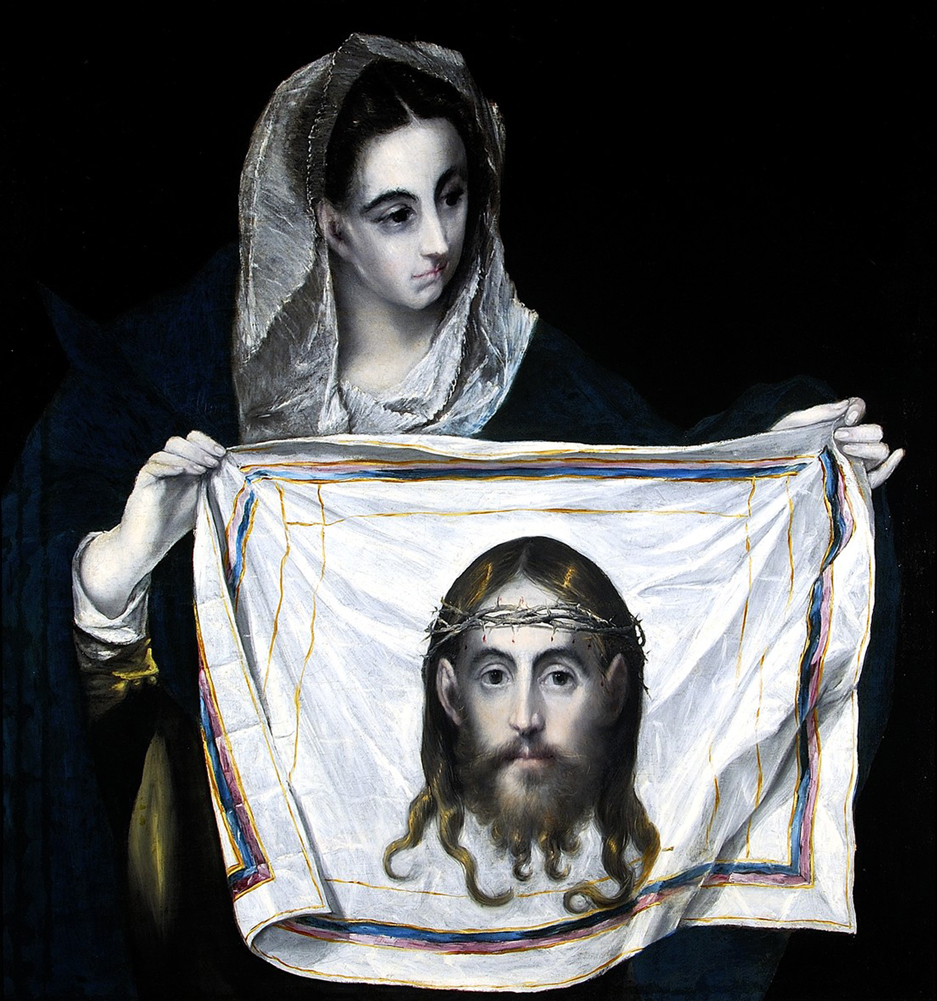
Święta Weronika trzymająca chustę – pierwsza podobizna Jerónimy de las Cuevas

Niedługo po przybyciu do Hiszpanii El Greco poznał Jerónimę de las Cuevas. Kobieta pochodziła z rodziny szlacheckiej, co podkreślało używane przed jej nazwiskiem określenie doña. W powszechnej opinii była ona kochanką El Greca (Cossío, F.J. Sánchez Cantón), jednakże wielu innych badaczy (Eugenio de Llaguno y Amírola, Elías Tormo y Monzó, J. Camón Aznar) uważa, że para była małżeństwem. Ze związku, w 1578, urodził się jedyny syn: Jorge Manuel. Za tym, że para zawarła związek małżeński, przemawia kilka faktów: malarz dwukrotnie wymieniał ją jako matkę swojego syna, co przy jej pozycji społecznej, przy założeniu, że oboje żyli w związku pozamałżeńskim, byłoby nie do pomyślenia; od 1603 El Greco wraz z synem byli wzywani jako opiniodawcy diecezjalni w sprawach zgodności dzieł z nauką Kościoła. Andrzej Witko konkluduje: 

Nikt z hierarchii Kościoła w ówczesnej Hiszpanii nie utrzymywałby tak bliskich relacji z żyjącym w ostentacyjnym konkubinacie artystą, z jednej strony jawnie lekceważącym nauki Kościoła, a z drugiej rzekomo prześladowanym przez Inkwizycję. Tym bardziej trudno sobie wyobrazić, by w ówczesnych realiach kulturowo-społecznych Inkwizycja powoływała na teologicznego rzeczoznawcę nieślubne dziecko.

 Wygląd Jerónimy de las Cuevas, dzięki sztuce El Greca, jest znany współczesnym. Po raz pierwszy prawdopodobnie El Greco przedstawił ją na obrazie Święta Weronika trzymająca chustę z 1580. Wielu wcześniejszych historyków za portret Jerónimy uważało Portret damy w futrzanej etoli z 1577, jednakże z najnowszych badań wynika, iż praca ta nie wyszła spod pędzla El Greca: autorem portretu mogła być Sofonisba Anguissola. Kolejne wizerunki partnerki El Greca można znaleźć na płótnach m.in. Obnażenie z szat (jako Magdalena) czy Madonna karmiąca. Antonina Vallentin napisała: łagodny smutek, czy też ekstazy doni Jerónimy będziemy kolejno spotykać u wszystkich Madonn i świętych grzesznic El Greca, którym użyczyła ona w przyszłości swoich rysów. Wszystkie obrazy, na których pojawia się wizerunek Jerónimy, powstały przed 1595.
Jerónima zmarła prawdopodobnie między 1597 a 1604; w tym okresie malarz mieszkał w domu Juana Suareza de Toledo, a następnie w parafii Santo Tome w domu markiza de Villey. W archiwach z tego okresu nie znaleziono wzmianki na jej temat. Jej nazwisko nie było również wymieniane w testamencie El Greca oraz w dokumencie z 1616 uprawniającym jedynie Jorge Manuela do zarządzania spadkiem po swoim ojcu.

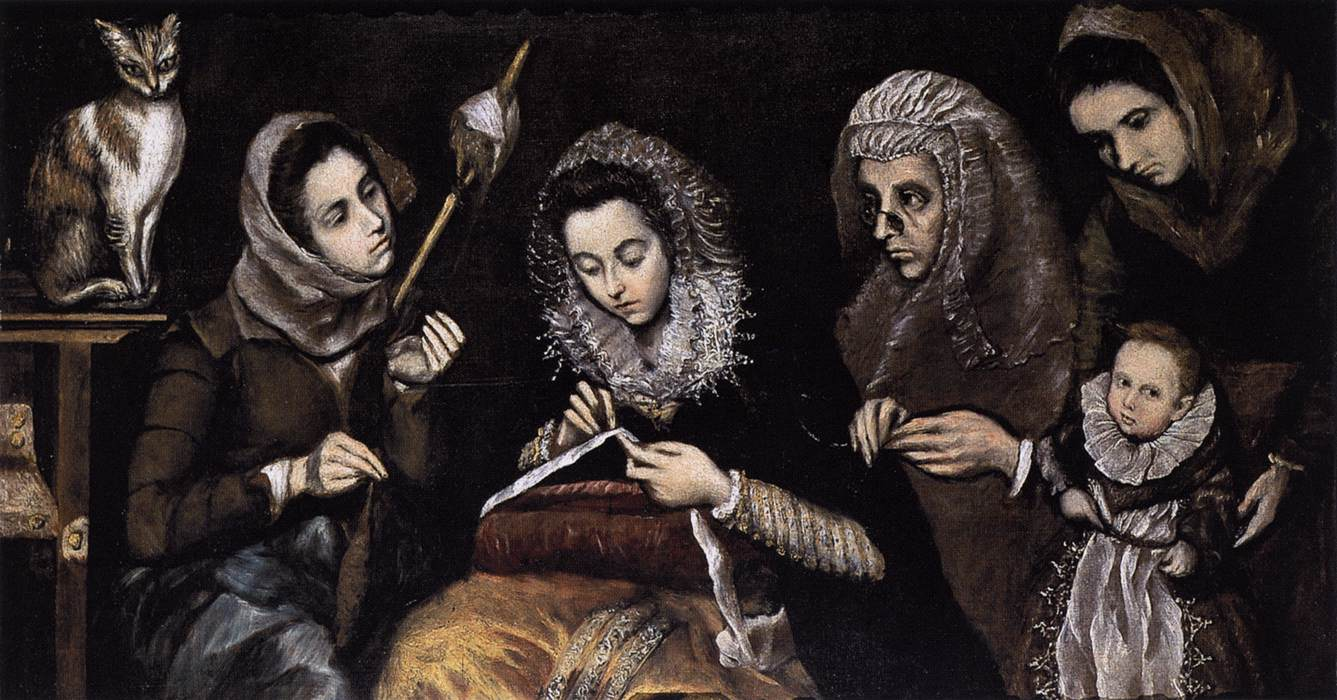
Rodzina El Greca obraz syna El Greca Jorge Manuela Theotocópulisa

El Greco miał jednego syna: Jorge Manuela Theotocópulisa. Artysta już od jego najmłodszych lat przyuczał go do malarstwa i wprowadzał w arkana sztuki. Bardzo często przedstawiał go na swoich obrazach; po raz pierwszy ukazał go jako pazia w Pogrzebie hrabiego Orgaza. Jego twarz ma św. Marcin na koniu (Święty Marcin i żebrak), można również dopatrzyć się podobnych rysów twarzy w kilku religijnych obrazach El Greca. Jorge w pracowni ojca zajmował się głównie kopiowaniem jego prac. W wieku dziewiętnastu lat (1587) El Greco umieścił jego nazwisko w umowie na wykonanie retabulum do wielkiego ołtarza królewskiego klasztoru Matki Boskiej z Gwadelupy. Zamówienie opiewające na wielką kwotę szesnastu tysięcy dukatów i przewidujące termin realizacji prac na sześć lat miało klauzulę, w której w razie śmierci artysty zobowiązywano Jorge Manuela i Francesca Preboste do ukończenia prac. W miarę upływu lat Jorge wraz z ojcem pracował nad kilkoma kolejnymi dziełami, np. w 1603 przy ołtarzu do kaplicy św. Bernarda w Toledo. W 1603 Jorge Manuel otrzymał zlecenie na zaprojektowanie nowej części ornamentacyjnej retabulum. Prace zostały wykonane dobrze, a Jorge otrzymał kolejne zlecenie. Od tego momentu syn El Greca uzyskał niezależność artystyczną; pracował na własny rachunek, czego dowodem było zamówienie na projekt odbudowy teatru w Toledo, Casa de las Comedias. Manuel stał się znanym architektem. Powszechnie za portret Manuela uważa się obraz Portret artysty, choć historyk August L. Mayer bardzo kategorycznie odrzucał taką interpretację. Pod koniec życia El Greca powstał obraz Rodzina El Greca. W dużej mierze jego autorem był Jorge. Obraz przedstawia rodzinę mistrza: młoda haftująca kobieta to prawdopodobnie doña Alfonsa de los Morales, żona Jorge Manuela. Jej twarz jest uderzająco podobna do rysów damy z portretu Kobieta z kwiatem we włosach, jedynego portretu kobiety sygnowanego przez El Greca. Mały chłopiec u dołu to syn Manuela, Gabriel. Identyfikacja starszej kobiety na portrecie przysparza więcej kontrowersji. Przy założeniu, że w owym czasie Jerónima de los Cuevas już nie żyła, mogła to być siostra Alfonsy de los Morales, Catalina.
Do grona rodziny El Greca należał starszy brat, Manuss Theotokopoulos, urodzony w 1529 lub w 1530. Najczęściej utożsamiany jest z poborcą podatkowym pracującym w latach 1566–1583 dla skarbu Republiki Weneckiej w Kandii. Z powodu długów zmuszony został do sprzedania swojego majątku, co nie wystarczyło na spłacenie należności. Z tego powodu został wtrącony do więzienia, gdzie podupadł na zdrowiu. By odzyskać siły, pozwolono mu na kurację domową, w której przez kilka lat pozostawał pod nadzorem. W 1588 poprosił o rozłożenie długu na 20 lat; otrzymał zgodę na 12 lat pod warunkiem, że znajdzie poręczyciela. Vallentin przedstawia drugą hipotezę, jakoby brat malarza miał być na usługach Signorii i prowadzić działania korsarskie przeciwko Turkom. W 1603 mieszkał już w Toledo, na co wskazują zachowane akta rezydentów miasta. W tym właśnie okresie El Greco namalował Portret starego mężczyzny – według niektórych, właśnie portret swojego brata Manussa. Według Witko ten „miał uczestniczyć w działaniu grupy emigrantów greckich zabiegających o wykup rodaków z niewoli tureckiej”. Zmarł 13 grudnia 1604.

### Dom i wyposażenie
Od 10 sierpnia 1585 El Greco wraz z rodziną wynajmował od markiza de Villeny, Juana Fernandeza Pacheco, pomieszczenia w jego pałacu: trzy mieszkania w głównym budynku pałacu wraz z wjazdem, sienią u dołu schodów i z główną kuchnią. Pałac wybudowany był w stylu gotycko-mudejarowym, znajdował się w miejscu, gdzie rozciąga się obecnie Paseo del Transito. Z okien pałacu El Greco mógł podziwiać panoramę Toledo, którą później wiernie malował, oraz stromy brzeg Tagu. Czynsz za wynajem mieszkania wynosił 596 reali rocznie. Mieszkał w nim do 1589. W kolejnych latach mieszkał w domu Juana Suareza de Toledo. W 1604 ponownie przeniósł się do pałacu markiza de Villeny, gdzie wynajmował dwadzieścia cztery pomieszczenia za kwotę 1500 reali rocznie. W następnych latach liczba wynajmowanych pomieszczeń zwiększała się: w 1608 o jedno (wozownię), w 1610 cztery dodatkowe pomieszczenia. W pałacu El Greco mieszkał do końca swojego życia, a jego syn z rodziną do 1628.
Umeblowanie i dobra, którymi otaczał się artysta, zostały wymienione w dwukrotnie sporządzonych przez syna El Greca inwentarzach: 12 kwietnia 1614 i 7 sierpnia 1621. Obejmowały one ubogie wyposażenie, skromną bibliotekę (sto trzydzieści tomów) oraz najbardziej wartościową kolekcję dzieł sztuki: rzeźb i obrazów, głównie szkiców autorskich i niedokończonych prac artysty. W pierwszym inwentarzu wymieniono sto czterdzieści cztery dzieła; w drugim dwieście sześćdziesiąt pięć, w tym sto pięćdziesiąt prac ukończonych. Dzięki inwentarzowi można było rozpoznać postacie przedstawiane na obrazach często mylnie identyfikowane przez późniejszych historyków. W inwentarzu wymieniono również ponad dwieście pięćdziesiąt rysunków czarno-białych, sto trzydzieści szkiców i setkę rycin autorstwa El Greca i jego warsztatu. Wszystkie te prace nie zachowały się.

### Życie towarzyskie

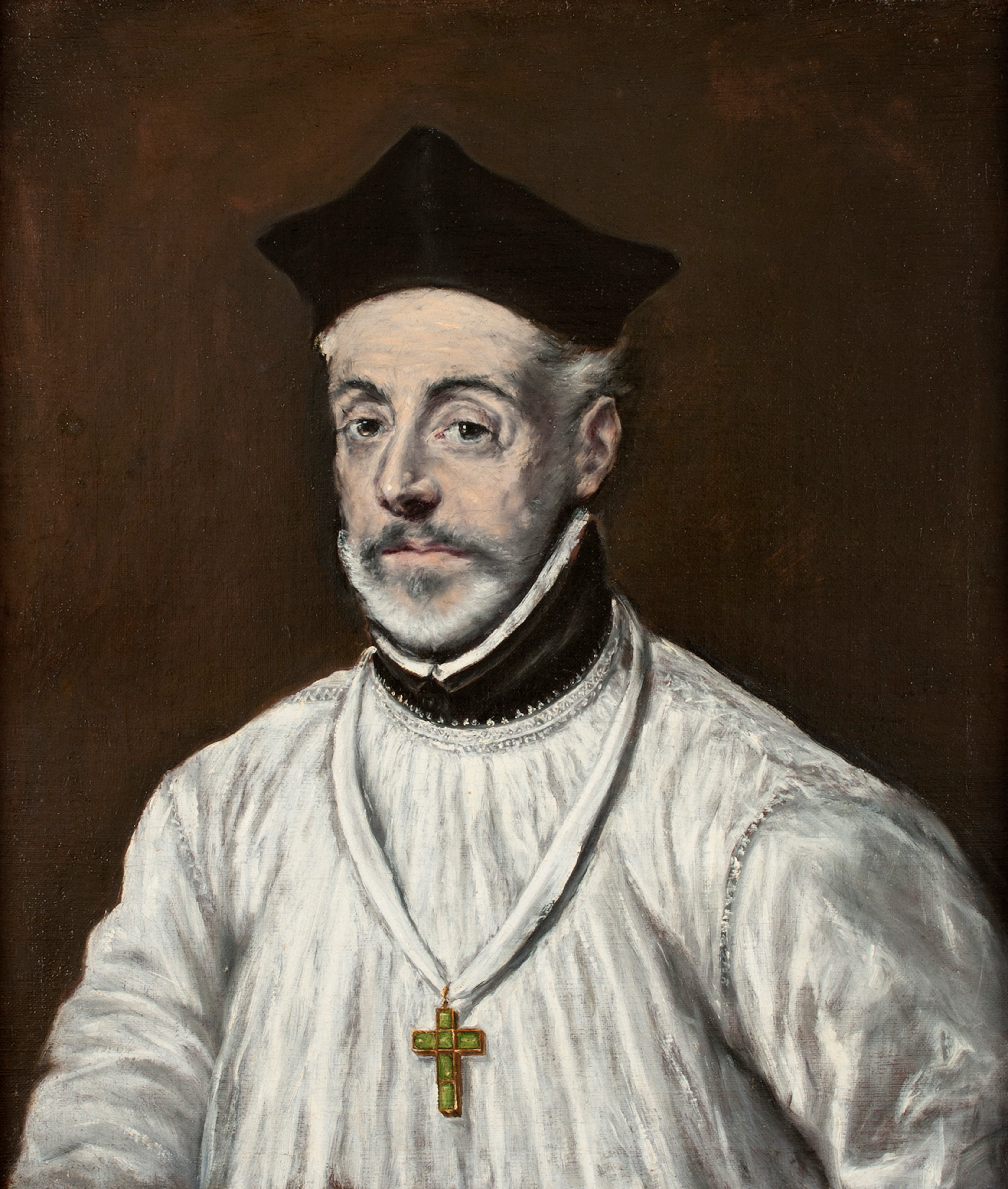
Portret Diego de Covarrubiasa

Według historyków El Greco był osobą niezwykle elokwentną; znał się na filozofii, pisał traktaty o malarstwie, rzeźbie i architekturze, znał grekę, język włoski i hiszpański. Jak pisze Andrzej Witko: 

...i lgnęli doń najwybitniejsi mieszkańcy Toledo. Należeli do nich znakomity królewski kaznodzieja ojciec Hortensio Felix de Paravicino oraz wielki poeta Luis de Gongora (...) Do przyjaciół El Greca należał także znany prawnik i humanista toledański Antonio de Covarrubias, a także wybitni humaniści Garcia de Loaysa, Alonso Castellón, Alvar Gómez, Diego de Castilla i jego brat Luis de Castilla.

 Do pierwszych przyjaciół El Greca należał Diego de Covarrubias y Leyva, który w wieku 35 lat był już arcybiskupem, przewodniczącym Rady Kastylii, a następnie przewodniczącym Rady Państwa. Uczestniczył w pracach soboru trydenckiego, gdzie redagował dekret końcowy, dotyczący przestrzegania reform nakazanych przez sobór. El Greco poznał go już w Rzymie lub zaraz po przybyciu do Madrytu. Sportretował swojego przyjaciela prawdopodobnie dwukrotnie, choć atrybucja pierwszego małego portretu z 1577, z Muzeum El Greca, jest podważana. Drugi Portret Diego de Covarrubiasa, powstały 30 lat później jest już niezaprzeczalnie dziełem mistrza. Największym jednak przyjacielem malarza był brat Diega, Antonio.
Ponadto El Greco utrzymywał stosunki towarzyskie ze skarbnikiem mennicy Alonso de la Fuente Montalbán, sekretarzem rady rządzącej arcybiskupstwa toledańskiego Francisco Pantoja de Ayala i Pedrem Lasso de la Vega. Ci trzej panowie byli poręczycielami El Greca przy zamówieniu retabulum do kolegium Marii Aragońskiej. Przyjacielem malarza był doktor Gregorio de Angulo. Prawdopodobnie El Greco należał do grona dwudziestu trzech humanistów tworzących Akademię Toledańską. Prócz kontaktów z ważnymi osobistościami świeckimi utrzymywał rozległe znajomości z duchowieństwem hiszpańskim, głównie za sprawą zamówień, które otrzymywał z różnych miejscowości Hiszpanii: z Toledo, Sewilli, Madrytu czy Guadalupe. Podobnie dobre stosunki utrzymywał z innymi artystami hiszpańskimi, takimi jak: Juan Baustista Monegoro, Pompeo Leoni, Pedro Martinez de Casteňeda, Baltasar de Castro Cimbrón, Francisco Pacheco, Luis Tristán, Hernando de Ávila, Blas de Prado, Gaspad Cerezo, Bartolomé Carducho, Pedro Lopez, Hernando de Valdés, Giraldo de Merlo czy Juan Ruiz de Elvira.

## Kalendarium artysty

### Kreta
Prawdopodobnie otrzymał humanistyczne wykształcenie, łącznie z nauką greki, łaciny i języka włoskiego. Pierwsze nauki malarstwa Domenikos pobierał prawdopodobnie u któregoś z miejscowych mistrzów malarskich: Zuana Evripiotiosa, Andreasa Cassomatisa lub Zuana Stroskiadisa. Mógł również szkolić się u zakonników z klasztoru św. Katarzyny na Krecie, w miejscowej szkole malarzy ikon, działającej w kręgu tradycji sztuki bizantyjskiej lub w szkole w Mistra na Peloponezie, kształtującej malarzy fresków. Prace tej szkoły charakteryzowały się „hieratycznością przedstawień, mistycznym nastrojem, osobliwą skłonnością do wydłużania postaci i upodobaniem do koloru zielonego”.
Ostatnie zachowane dowody jego pobytu na wyspie pochodzą z 6 czerwca 1566. Złożył wówczas podpis jako świadek przy sprzedaży nieruchomości; przy swoim nazwisku dodał tytuł „maistro Menegos Theotokopoulos sgourafos” („mistrz malarski”). Drugi dokument pochodzi z 26 grudnia 1566 i jest prośbą Domenikosa o pozwolenie wystawienia jego pracy Męka Chrystusa na loterii. Obraz był namalowany w manierze bizantyjskiej na złotym tle i wyceniony został na wysoką sumę 70-80 dukatów. Na Krecie namalował dwa zachowane do dzisiaj obrazy: Zaśnięcie Marii i Święty Łukasz malujący Marię z Dzieciątkiem.

### Okres włoski

#### Wenecja

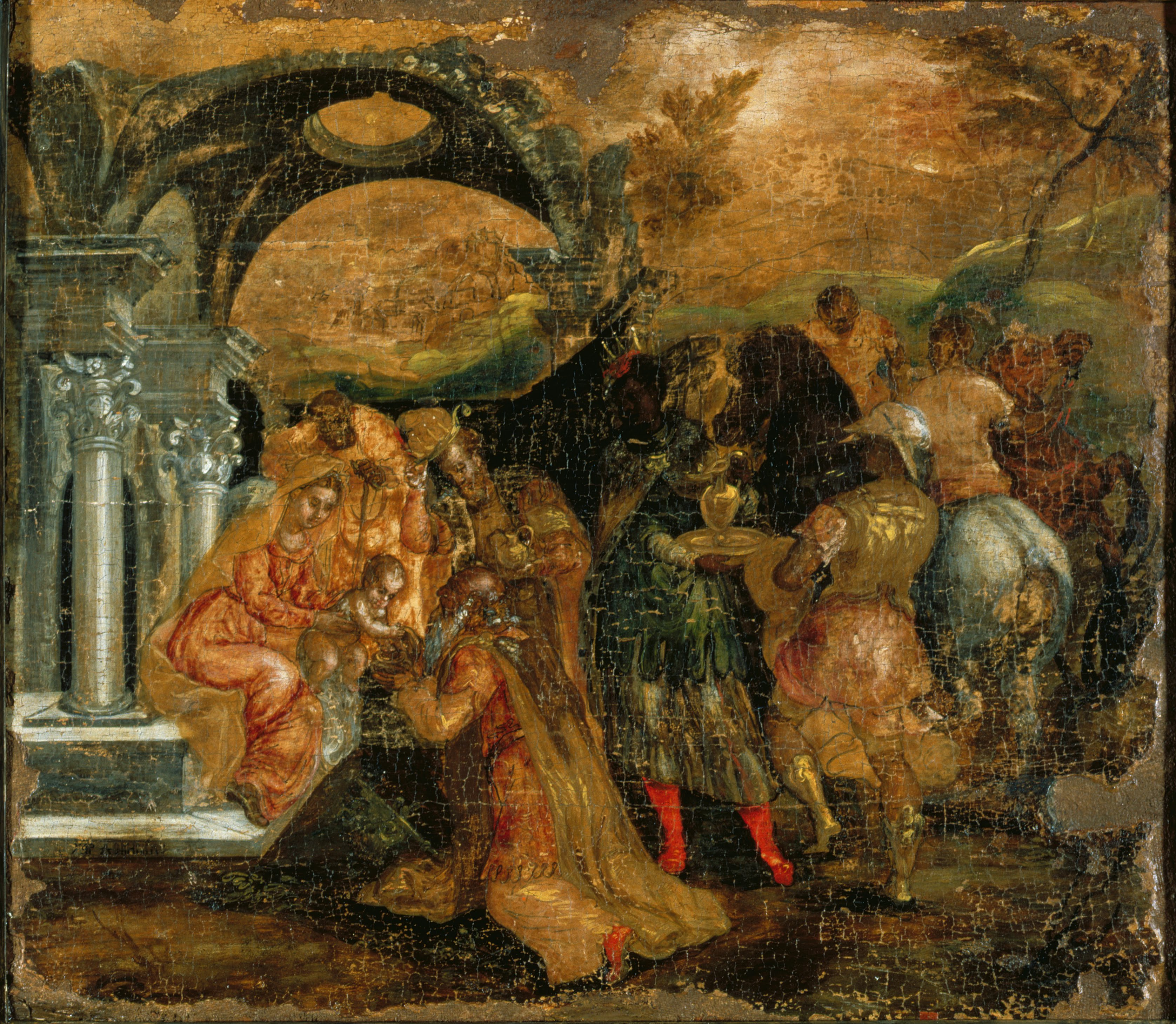
Pokłon Trzech Króli z Muzeum Benaki w Atenach (1565–1567)

W 1567 Domenikos wyjechał do Wenecji, gdzie znajdowała się liczna, ponad sześciotysięczna społeczność grecka. W mieście w tym okresie mieszkali i pracowali wielcy artyści włoscy: Tycjan, Tintoretto, Veronese, Jacopo i Francesco Bassano. Według niektórych historyków Domenikos kolejne nauki pobierał w pracowni Tycjana; jego późniejszy przyjaciel, miniaturzysta Giulio Clovio w liście polecającym do mecenasa, kardynała Alessandra Farnese, nepota papieża Pawła III pisał: 

Zjechał do Rzymu młody Kandyjczyk, uczeń Tycjana, który, moim zdaniem, wyróżnia się, jak rzadko kto, w malarstwie, a między innymi wykonał on swój portret, który zadziwia wszystkich tych malarzy Rzymu.

 Inni badacze raczej sceptycznie podchodzili do możliwości terminowania El Greca u Tycjana; monografista Manuel Bartolomé Cossío twierdził, że „Tycjan zapoznał go z podstawowymi elementami techniki malarskiej, lecz El Greco nie wcielił się w tycjanowskiego ducha”. Duński monografista El Greca, J.F. Willumsen uważał, że malarz przebywał w pracowni Jacopa Bassana, o czym mają świadczyć podobieństwa we wczesnych pracach obu artystów, np. w Pokłonie Trzech Króli z Muzeum Benaki w Atenach. Pierwsze prace El Greca zdradzają również duże pokrewieństwo z twórczością Tintoretta, od którego El Greco zapożyczył pomysł „swobodnego konstruowania postaci, a nawet deformacji ich struktury przez nadmierne wydłużanie, oraz nasycenie obrazu metafizycznym niepokojem”. W takim stylu namalowany został Tryptyk modeński powstały pomiędzy styczniem a sierpniem 1568, sygnowany imieniem „Domenikos” z widocznymi jeszcze zapożyczeniami ze sztuki bizantyjskiej. W Wenecji El Greco prawdopodobnie przybrał przydomek „Grek”.

#### Rzym

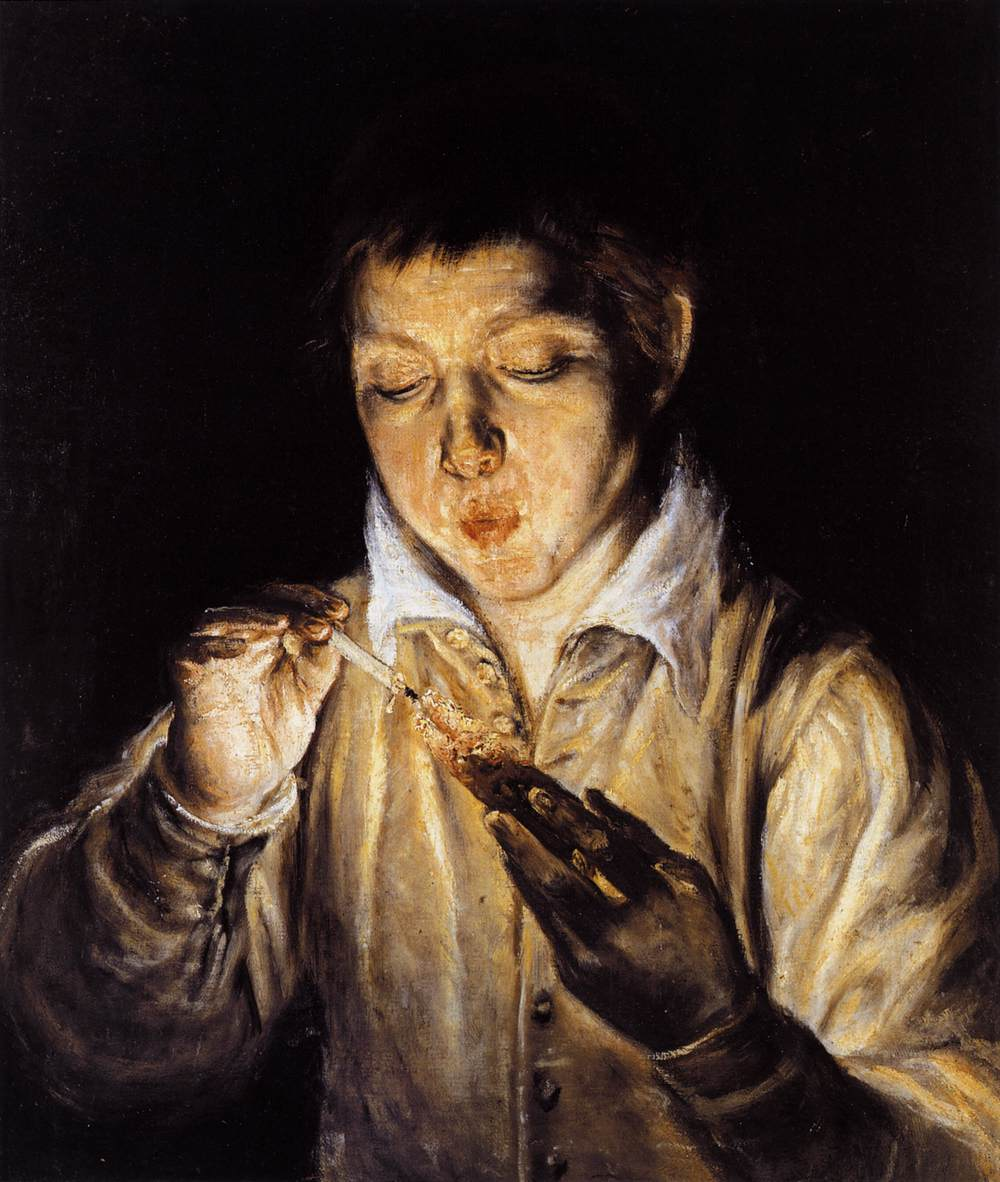
Chłopiec zapalający świeczkę

W 1569 lub w 1570 El Greco przybył do Rzymu. W drodze do Wiecznego Miasta zatrzymał się w kilku miejscowościach, m.in. w Weronie, Mantui, gdzie m.in. w kaplicy kościoła św. Prospera oglądał i skopiował dzieła Correggia Święta Noc i Matka Boska z Dzieciątkiem, św. Katarzyną i św. Sebastianem. Twórczość Correggia wpłynęła na jego późniejsze obrazy.
O pobycie w Rzymie dowodzi wspomniany list polecający Giulia Clovia z 16 listopada 1570, adresowany do kardynała Alessandra Farnese. Protekcja wpływowego człowieka i otoczenie młodego malarza patronatem kardynała ukierunkowała jego karierę i otworzyła drzwi do ówczesnego intelektualnego środowiska. Jak pisał Aldo Manuzio Młodszy: Ten kto przyjechawszy do Rzymu nie zacznie od ucałowania dłoni kardynała Farnese, przyzna, iż nie zdaje sobie sprawy, co ważnego jest w tym mieście.
El Greco, przebywając na dworze księcia Farnese, uczestniczył w dekorowaniu jego willi w Capraroli. Na polecenie swojego mecenasa skopiował obraz Tycjana przedstawiający portret brata Farnese – Ranuccia, kardynała Sant Ange oraz wykonał cztery medaliony: portret brata, papieża Marcelego, kardynała Bessariona i portret Farnese. Kardynał zakupił również drugą wersję obrazu Chrystus uzdrawiający ślepca.
Pobyt w Rzymie umożliwił El Grecowi poznanie wielu znaczących mecenasów rzymskich, m.in. humanisty i bibliotekarza Fulvio Orsiniego, który był jednym z pierwszych klientów malarza, a w swojej kolekcji posiadał siedem jego obrazów, oraz brata dziekana kanoników Luisa de Castilla, dozgonnego przyjaciela El Greca, późniejszego wykonawcy testamentu artysty.
W Rzymie El Greco zapoznał się z twórczością Rafaela i Michała Anioła. Zwłaszcza ten ostatni wywarł na niego duży wpływ: malarz odkrył u rzymskiego mistrza frapujące przejawy baroku: ekspresjonizm i gigantyzm. I choć miał w pogardzie koloryt Toskańczyka, urzekł go heroiczny styl jego nagich postaci. Innymi artystami, których styl również odcisnął ślad na późniejszej twórczości malarza z Krety, byli Parmigianino oraz Taddeo Zuccaro. Prace powstałe w Rzymie, które zyskały rozgłos i potwierdziły zdolności młodego artysty, m.in. Portret Giulia Clovia, Chłopiec zapalający świeczkę, Zwiastowanie czy nowa wersja Wypędzenia przekupniów ze świątyni, pozwoliły na wstąpienie El Greca w 1572 do rzymskiej Akademii św. Łukasza oraz założenie własnej pracowni.
Między 1573 a 1577 z nieznanych powodów zdecydował się opuścić Rzym. Jednym z nich mogła być opinia, a raczej jej negatywny odbiór, wyrażona przez El Greca na temat Sądu Ostatecznego. Według przekazów malarza w trakcie dyskusji nad dziełem wielkiego mistrza miał powiedzieć: gdyby zrzucono na ziemię całe to dzieło, on by je na nowo wykonał z całą uczciwą obyczajnością i bynajmniej nie gorzej pod względem malarskim. Słowa te wzbudziły oburzenie, dopatrywano się w nich oznaki zuchwałości i pychy artysty. Giulio Mancini, w swoim dziele Considerazioni sulla pittura, wspominał: Słowa te stały się przyczyną, że wszyscy malarze i amatorzy odwrócili się od niego, co go zmusiło do opuszczenia Rzymu i udania się do Hiszpanii. Być może powodem jego wyjazdu była perspektywa sprawdzenia się na innym polu, jakie otwierało się przed malarzami z Włoch za sprawą Filipa II i jego planów dekoracyjnych związanych z Escorialem. Miał nadzieję nie tylko na prace przy Escorialu, ale i na zatrudnienie na dworze królewskim oraz posadę królewskiego malarza. Pomysł wyjazdu popierali zaprzyjaźnieni z nim Hiszpanie: hellenista Pedro Chacon i Luis de Castilla. El Greco wyjechał do Madrytu; we Włoszech namalował ok. dwudziestu prac.

### Okres hiszpański

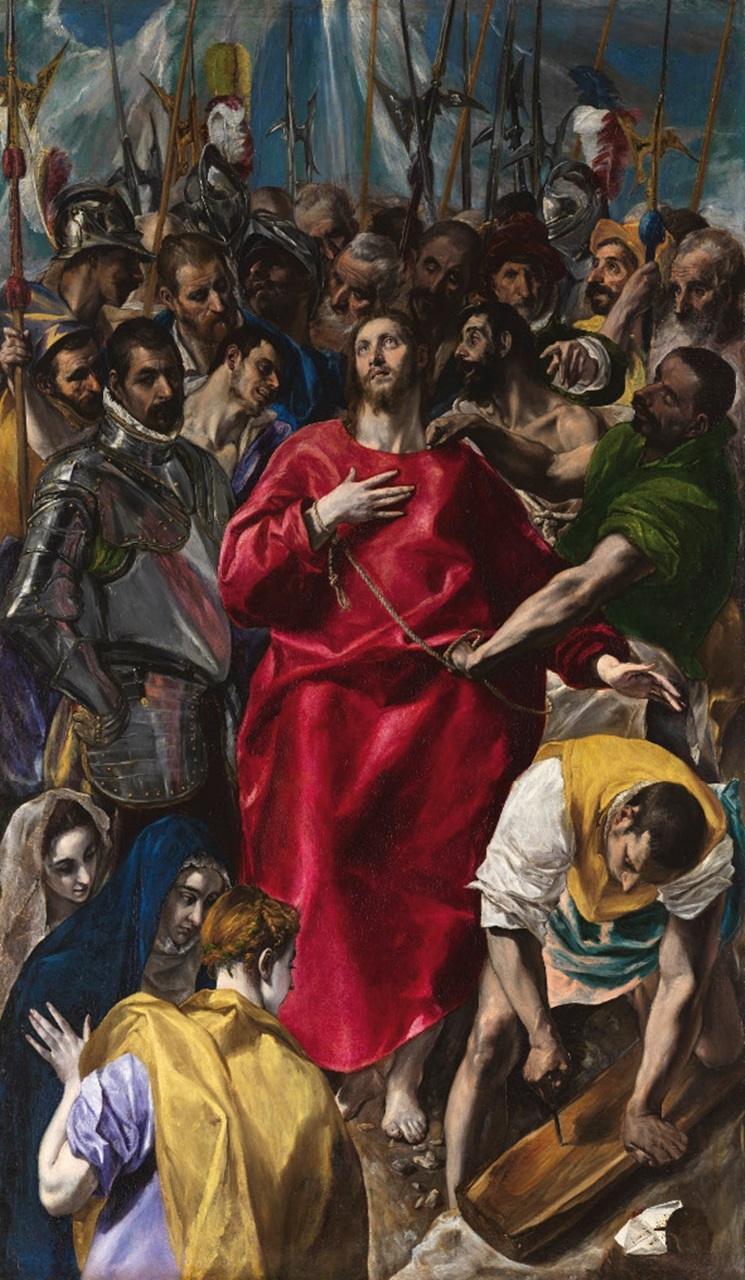
Obnażenie z szat

El Greco do Hiszpanii, a ściśle do Madrytu, przybył z Wenecji lub Rzymu. Według różnych źródeł miało to miejsce około 1575–1576. Vallentin wskazała datę 1575, przyjmując, że do Toledo El Greco przybył po półtorarocznym pobycie w Madrycie. Fernando Marías podaje jako prawdopodobną datę na krótko przed 21 października 1576, opierając się prośbie o protekcję „bardzo wartościowego Greka”, jaką skierował do Filipa II jego kapelan Luis Manrique. W nowej stolicy Hiszpanii mimo pośrednictwa swoich hiszpańskich przyjaciół nie otrzymał zlecenia na nowe obrazy. W tym samym przyjął zlecenie na wykonania ołtarza głównego wraz z rzeźbami i malowidłami w klasztorze św. Dominika z Silos w Toledo. Toledo było ważnym ośrodkiem kulturalnym, a ton życiu umysłowemu i duchowemu nadawali pisarze, poeci, prawnicy i duchowni; w mieście mieścił się uniwersytet, z którym związani byli hiszpańscy pisarze i poeci: Miguel de Cervantes, Lope de Vega, Tirso de Molina czy Luis de Góngora y Argote. Jeszcze do 1561 było stolicą Hiszpanii.

#### Pierwszy okres toledański
El Greco przybył do Toledo tymczasowo, na okres wykonania zlecenia. Wykonanie ołtarza zajęło mu dwa lata; widać w nim wpływy sztuki włoskiej, zwłaszcza w płótnach Trójca Święta i Wniebowzięcie Marii. To ostatnie uderzająco podobne jest do pracy Tycjana Assunta. Dla kościoła San Domingo el Antiguo El Greco namalował jeszcze jeden obraz, tym razem do jednego z ołtarzy z prawej nawy bocznej pt. Pokłon pasterzy.
W tym samym okresie co ołtarz El Greco zrealizował drugie zlecenie pochodzące również od Diega de Castilla. Namalował Obnażenie z szat, z przeznaczeniem do prywatnych pomieszczeń dla duchownych w katedrze w Toledo. Namalował dzieło, które zapewniło mu ugruntowaną pozycję wśród toledańskich artystów. W obrazie jeszcze w niewielkim stopniu da się zauważyć wpływy szkoły weneckiej – koloryt obrazu, ale pozostałe elementy odbiegają od przyjętych reguł. Kompozycja, osoba Chrystusa cierpiącego, postacie oprawców i gminu wywodzą się z tradycji bizantyjskiej. Wydzielenie postaci Chrystusa poprzez kontrastującą z całym otoczeniem karminową szatę oraz przedstawione w zwartym układzie głowy postaci w ujęciu portretowym będzie wizytówką El Greca w kolejnych latach jego twórczości.

Po zrealizowaniu zleceń El Greco, mimo innych pierwotnych planów, pozostał w Toledo. Jak sugeruje Vallentin, przyczyną tego była kobieta, jedyna fascynacja malarza: Jerónima de las Cuevas oraz niebywały sukces Obnażenia z szat. Dzięki niemu, El Greco nie mógł nadążyć z zamówieniami klientów; samych replik Obnażenia powstało wówczas przynajmniej siedemnaście. Każda kolejna kopia miała już inne, indywidualne cechy. Najlepiej widać to porównując pierwszą wersję z katedry w Toledo z wersją znajdującą się obecnie w muzeum w Monachium. El Greco nie zmienił układu postaci, ale ich rysy mają zupełnie inny wyraz; głowa Chrystusa z pięknej weneckiej głowy odchylonej do tyłu w ostatecznej wersji jest już wydłużona, węższa, w typie toledańskim. Jak zauważyła Vallentin: 

Wyraz twarzy ukazuje to wszystko, co El Greco przyswoił sobie przez tych kilka ostatnich lat. Jego Chrystus nie błaga już niebios o zmiłowanie, oczy już się nie skarżą. Jest jak gdyby obcy własnej swojej męce, jakby nieobecny w tej scenie, której gwałtowność wydaje się spotęgowana przez to oderwanie. Rycerz obok Chrystusa (...) ma głowę silnie wydłużoną, trochę spiczastą czaszkę (...)

 Podobna maniera, wydłużone ciała postaci, będzie towarzyszyć pracom El Greca przez kolejne lata. Artysta namalował jeszcze jedno dzieło: Chrystus na krzyżu adorowany przez donatorów, zanim miał spełnić swój plan i zaistnieć jako artysta nadworny w Escorialu, a następnie na dworze królewskim.

#### Escorial

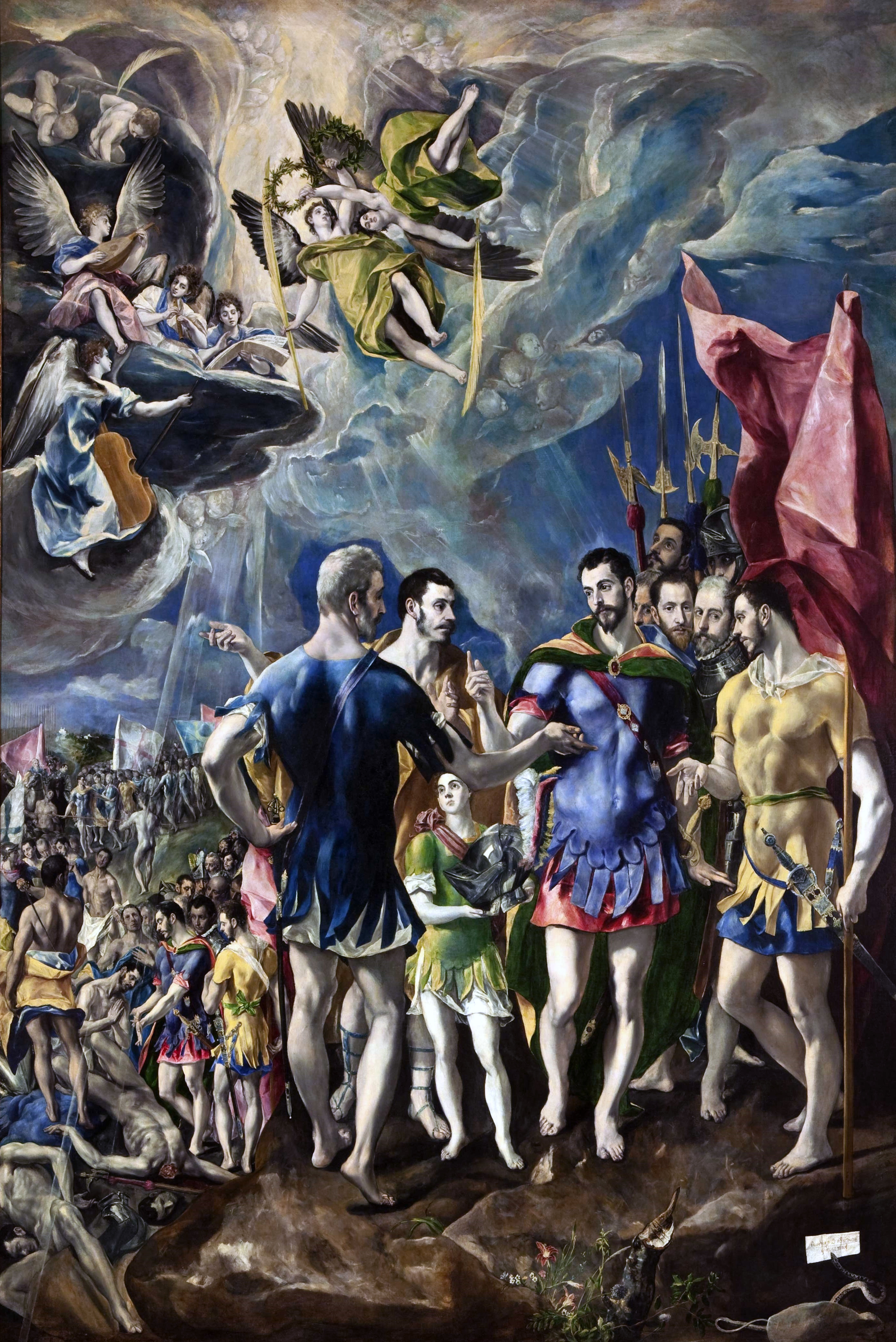
Męczeństwo świętego Maurycego z 1580

10 sierpnia 1557 wojska Filipa II Habsburga pokonały Francuzów pod Saint-Quentin. W wyniku działań wojennych zniszczeniu uległ kościółek pw. św. Wawrzyńca. Filip II złożył więc przysięgę, że wybuduje świętemu nową świątynię. Escorial został wzniesiony w klasycznym stylu asturiańskim, w kształcie rusztu na pamiątkę męczeńskiej śmierci św. Wawrzyńca. Budowa trwała od 1563 do 1584. Ten monumentalny architektoniczny zespół pałacowo-klasztorno-biblioteczny jest jednocześnie miejscem pochówków władców hiszpańskich; znajduje się w nim dwadzieścia sześć marmurowych grobowców zawierających szczątki królów i jedynej samodzielnie rządzącej królowej Hiszpanii Izabeli II Burbon. Jego wnętrza ozdabiali ówcześni wielcy malarze, rzeźbiarze i architekci. Wśród nich chciał znaleźć się El Greco. Już podczas pobytu w Madrycie starał się o uzyskanie zlecenia na wykonanie jakichś prac w Escorialu, ale otrzymał jedynie obietnicę zlecenia w późniejszym czasie.
Cztery lata później, 11 czerwca 1579 na uroczystości Bożego Ciała, do Toledo przybył Filip II wraz ze swoim dworem. Przebywał w mieście do 20 czerwca. W tym czasie przedstawiono mu dzieła sztuki, jakimi mogło pochwalić się miasto, między innymi ołtarz z San Domingo el Antiguo. W połowie czerwca El Greco spotkał się z królem Filipem; jest to pierwsze i zarazem ostatnie ich spotkanie. Władca zatrudnił do prac w Escorialu dwóch przyjaciół malarza: włoskiego rzeźbiarza Pompeo Leoniego, syna ucznia Michała Anioła (w Escorialu miał wykonać trzydziestometrowy ołtarz zajmujący całą przestrzeń absydy Capilla Mayor) i rzeźbiarza Juana Bautista Monegro (otrzymał zlecenie na wykonanie w kamieniu posągu świętego patrona Escorialu oraz wykonanie posągów królów Starego Testamentu). El Greco miał również nadzieję na angaż lub na zajęcie stanowiska nadwornego malarza króla po niedawno zmarłym El Mudo. Dla króla namalował obraz Sen Filipa II (Adoracja Imienia Jezus). Dzieło przypadło do gustu monarchy i El Greco otrzymał zlecenie wykonania obrazu ołtarzowego pt. Męczeństwo świętego Maurycego.
Prace nad płótnem trwały dwa lata. Artysta wykazał w nim cały swój kunszt malarski, połączył różne style, z jakimi wcześniej stykał się we Włoszech; niektóre przedstawione elementy (cyzelowana szpada, błyszczące hełmy, kwiaty, korzenie wyrastające z pęknięcia gruntu) mają cechy realizmu flamandzkiego. Wielką uwagę artysta poświęcił roli światła, w którym zatapiają się wszystkie przedstawione detale i postacie. Jak pisze Vallentin: Świetność malarska „Męczeństwa św. Maurycego” sprawia, że wszystkie obrazy znajdujące się dziś jeszcze obok niego w Escorialu wydają się ciemne. Zaćmiewa nawet Tycjana, który staje się mętny przy jego krystalicznym blasku. Pomimo wysiłku El Greca, jego wizja męczeństwa nie spotkała się ze zrozumieniem i nie spodobała się Filipowi II. Obraz nie trafił na ołtarz, został zawieszony w innej komnacie. Dwa lata później, 13 grudnia 1584, Escorial został poświęcony przez legata papieskiego. Główne prace zostały zakończone. Cel El Greca, który sprowadził go do Hiszpanii, nie został zrealizowany, a mimo to pozostał w Toledo. W tym samym czasie co Męczeństwo św. Maurycego namalował Portret szlachcica, będący dla niektórych jego autoportretem, i który jest dowodem na asymilację artysty z toledańskim środowiskiem i hiszpańską kulturą.

#### Drugi okres toledański

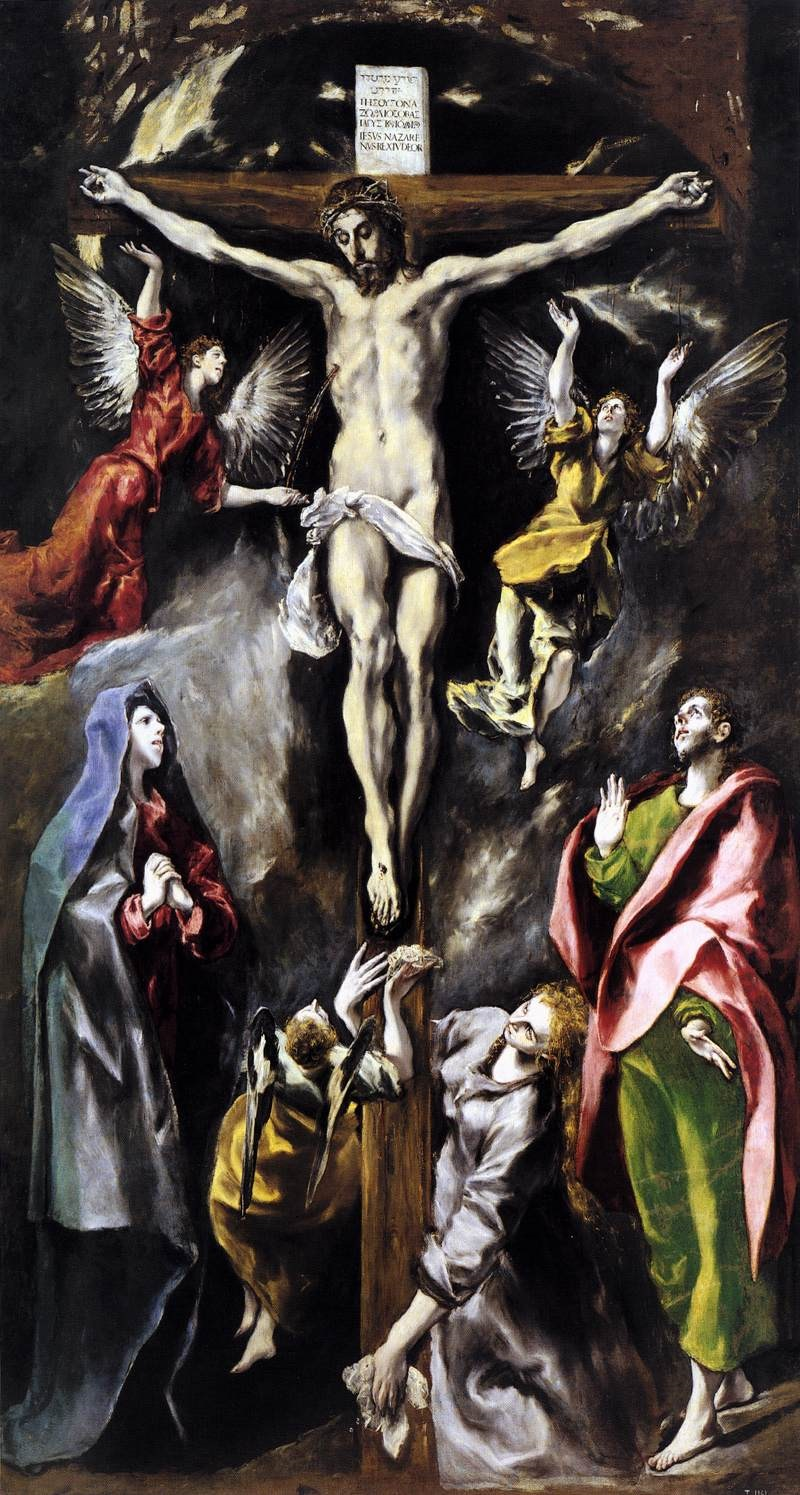
Chrystus na krzyżu z muzeum Prado

Po braku akceptacji króla Filipa II El Greco zdał sobie sprawę, że już nie otrzyma zlecenia w Escorialu. 18 marca 1586 podpisał umowę z Andrés Núñezem, proboszczem Santo Tomé na namalowanie obrazu Pogrzeb hrabiego Orgaza. Już w grudniu tego samego roku obraz był gotowy. El Greco pracował zgodnie z wytycznymi zleceniodawcy: przedstawił procesję osób uczestniczących w pogrzebie Gonzala Ruiza de Augusta oraz świętych Stefana i Augustyna składających ciało do grobu. Wszystkie piętnaście postaci to współcześni malarzowi znani mieszkańcy Toledo. Wśród nich jest sam zleceniodawca Andrés Núñez oraz Antonio de Covarrubias czy hrabia de Benavente. Niektórzy historycy w postaci wyglądającej zza ramienia hrabiego dopatrują się autoportretu malarza, a w paziu jego syna, Jorge Manuela. Twarze tych wszystkich postaci są w rzeczywistości studium różnorodnych emocji, ale (jak stwierdziła Vallentin) mają jednak wyraz podobny, jakby byli braćmi czy krewnymi.
Obraz dla El Greca stanowi początek nowego etapu w artystycznej drodze. Odrzucił on ze swojej sztuki resztki włoskiego renesansu, ukazał swój, w pełni rozwinięty, samodzielny warsztat malarski i jest zapowiedzią przyszłych wzlotów. Do obrazów powstałych w tym samym czasie i nawiązujących do Pogrzebu hrabiego Orgaza należą Święty Ludwik król Francji, Święty Alojzy Gonzaga i Mater Dolorosa. Ostatnim dziełem, w którym jeszcze można dostrzec włoskie wpływy, głównie w kompozycji obrazu, jest Zdjęcie z krzyża.
Jednym z pierwszych obrazów będących w całości wyrazem indywidualnego stylu El Greca jest Chrystus na krzyżu z Prado. Kolejne jego prace już tylko pogłębiają jego sposób wizualizacji ukazywanych scen czy wydłużanych do granic możliwości sylwetek. Przyjął większe projekty jak te do Retabulum doñi Marii de Aragón czy Hospital de la Caridad de Illescas, ale i wiele indywidualnych prac.
Osobną kartą w twórczości El Greca stanowią portrety świętych, głównie św. Franciszka. Vallentin cytuje Francisca Pacheca, biografa malarza, który twierdził, że El Greco jest najlepszym malarzem św. Franciszka ze wszystkich znanych mu współcześnie. Popularność i kunszt wykonania wizerunków świętego owocowało powstaniem stu dwudziestu ośmiu prac. El Greco malował Franciszka w jedenastu różnych wersjach tematycznych: namalował postać „z natury”, samotnego w górach, w cieniu jaskini, pod niespokojnym niebem, z bratem Leonem, z krucyfiksem, pogrążonego w modlitwie, ze stygmatami, w głębokim rozmyślaniu, pochylonego nad czaszką lub z trzymającego ją w dłoni. Z biegiem czasu, gdy styl El Greca odbiega od realności również i postać Franciszka jest już pozbawiona wszelkich anegdotycznych akcesoriów.
Prócz wizerunków św. Franciszka El Greco namalował szereg innych świętych postaci, m.in. postać Marii Magdaleny pokutującej (Pokutująca Maria Magdalena z 1585, z 1577, z 1597, z 1580, z 1610), siedemnaście replik kajającego się Piotra Apostoła (Łzy św. Piotra, Święty Piotr) czy jego portretów ze św. Andrzejem (Święty Andrzej i święty Piotr) i Pawłem (Święci Piotr i Paweł z 1592,  z 1600). Wśród innych świętych uwiecznionych przez El Greca jest św. Hieronim (Święty Hieronim z krzyżem, Święty Hieronim pogrążony w modlitwie, Święty Hieronim jako kardynał), św. Dominik (Święty Dominik Guzman pogrążony w modlitwie, Święty Dominik modlący się w celi), św. Józef Święty Józef z Dzieciątkiem Jezus oraz cykl obrazów 12 apostołów w kilku wersjach. W obrazie ze św. Józefem znajduje się jeden z pierwszych widoków Toledo. Obrazy z krajobrazem miasta, w którym mieszkał, stanowią osobną kategorie w jego œuvre. Po 1600 El Greco eksperymentował z portretami świętych; dzięki swojej wnikliwości psychologicznej na jednym portrecie zestawiał ze sobą różne postacie, by wykazać ich różnorodność, konfrontując ich różne temperamenty i doktryny duchowe. Jedną z pierwszym takich prac był obraz Święci Andrzej i Franciszek. Wizerunki są wydłużone, niemal lewitują ponad ziemią.

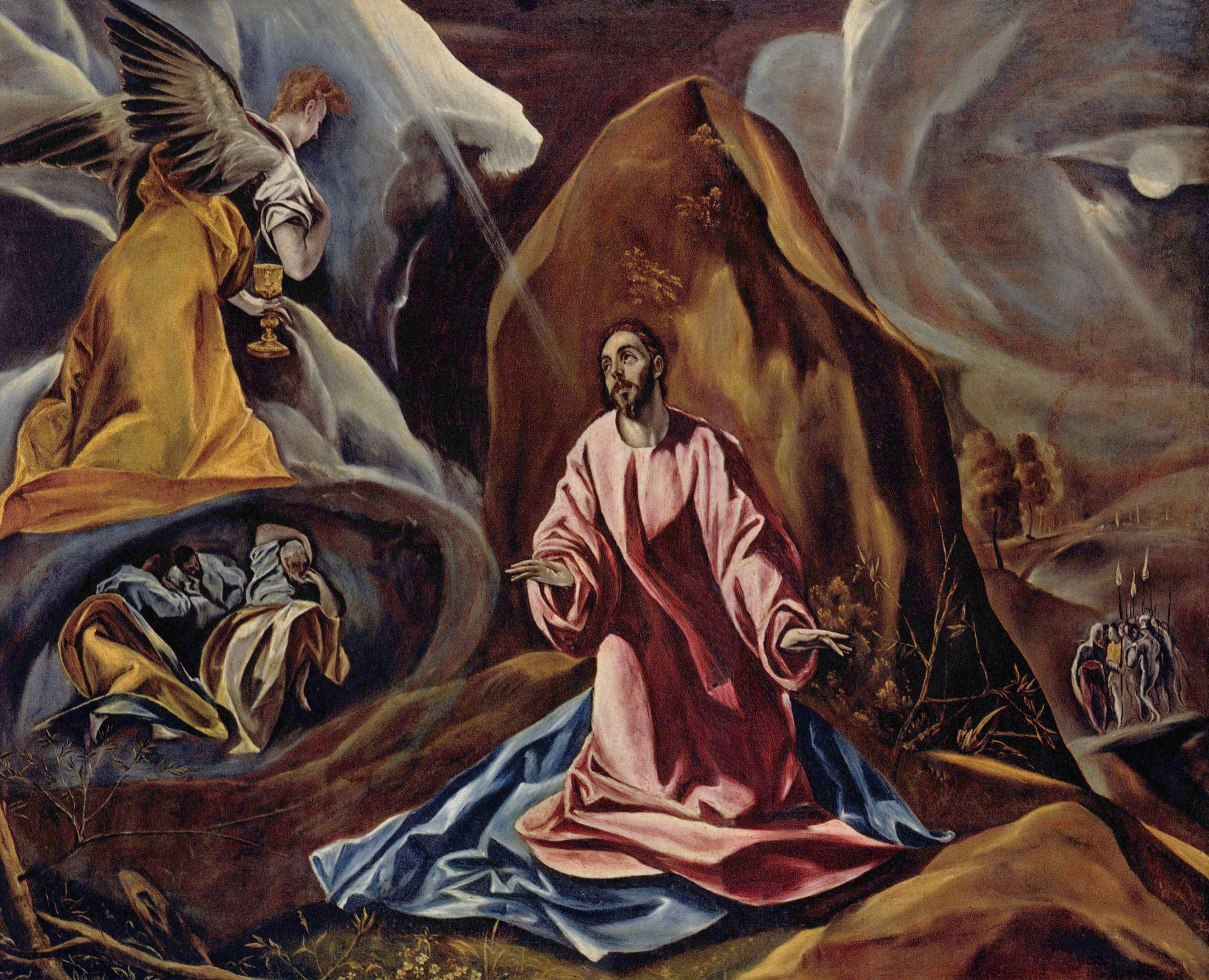
Chrystus w Ogrójcu

Z biegiem lat sztuka El Greca przybierała bardziej manierystyczne kształty. Jego postacie stawały się już nienaturalnie wydłużone, kompozycje wypełnione elementami zaczerpniętymi z wcześniejszych prac (Święta Rodzina ze św. Anną i małym św. Janem, Madonna z Dzieciątkiem i świętymi Martyną i Agnieszką). W 1600 do Toledo przybył król Filip III. Na jego powitanie przybył również prezydent Świętego Oficjum, kardynał Fernando Niño de Guevara. El Greco został poproszony o jego sportretowanie (Kardynał). Namalował dostojnika w jego codziennym otoczeniu, w pozycji siedzącej, z wyjątkowym realizmem. Nie zastosował tu stylu, jaki już prezentował w wizerunkach świętych; dla portretów ludzi, ale nie świętych, zachował realistyczne spojrzenie (takimi przykładami są powstałe po 1600 Portrety nieznanego mężczyzny z 1605 i drugi z tego samego roku). Antonina Vallentin poprzez ten przykład odrzuciła tezę, jakoby El Greco cierpiał na astygmatyzm. Portret kardynała powstał już po dziełach takich jak Święty Józef czy Święty Marcin i żebrak. Po wykonaniu portretu El Greco ponownie powrócił do malowania swoich nieziemskich wizji.

Po 1600 El Greco malował sceny religijne i portrety już zupełnie odmienną techniką. Vallentin opisując portret Jerónima de Cevallosa, skonstatowała: 

Gdyby nie brać pod uwagę olbrzymiego kołnierza, można by przypuścić, że portret został namalowany przez impresjonistę. Ta technika tak wyprzedzająca swoją epokę, będąca w takiej sprzeczności z malarstwem przyjętym wówczas, a zwłaszcza z malarstwem portretowym, zazwyczaj gładkim jak powierzchnia emalii – razi współczesnych.

W tym samym okresie El Greco stworzył serię portretów wybitnych osobistości (Portret Francisca de Pisy) czy nowe ujęcia i interpretacje postaci świętych: Święty Hieronim jako kardynał, Święty Ildefons. Portret Ildefonsa był częścią większego zamówienia, jakie El Greco otrzymał ze szpitala w Illescas. Umowa została spisana 18 czerwca 1603 i gwarantowała wykonanie retabulum, a oprawę architektoniczną miał wykonać syn El Greca. W ten sposób powstała m.in. Madonna Miłosierna oraz Zwiastowanie, Boże Narodzenie, Święty Ildefons i Koronacja Matki Bożej. Prace stworzone dla szpitala dla ubogich w Illescas były negatywnie ocenione przez zleceniodawców, głównie obraz Madonny Miłosiernej; kwestionowano obecność pod jej płaszczem wizerunków osób współczesnych, którzy raczej nie potrzebowali opieki. Mężczyźni mieli na sobie stroje arystokratów (które po śmierci El Greca zostały zamalowane i zmienione w łachmany żebraków), wśród nich znajdowała się postać syna malarza. Wynajęci przez szpital rzeczoznawcy wycenili obrazy znacznie poniżej tego, czego oczekiwał El Greco. Artysta nie zgadzał się z tą wyceną. Wydał oświadczenie, w którym napisał m.in. każda z tych rzeczy oddzielnie warta jest ceny, którą określono jako wartość całości.

Dla rozwiązania sporu strony odwołały się do arcybiskupa Toledo, a ten powołał dwóch nowych biegłych do oceny dzieła. Szpital nie zgodził się na takie rozwiązanie, sam podniósł wartość dzieła i przedstawił liczne usterki prac. Wówczas rada arcybiskupstwa powołała innych dwóch rzeczoznawców, ale ich ocena nie spotkała się z aprobacją. Spór toczy się aż do maja 1607, a zwycięsko z niego wyszedł El Greco. Dało to impuls innym artystom do walki o swoje prawa do niezależności artystycznej. Jak konkluduje Vallentin: 

Wszyscy artyści Hiszpanii i nawet ci, którzy nigdy nie oglądali obrazu El Greca, wiedzą, że nie są już samotni, że znajdą rozważnych przyjaciół, bezstronnych ekspertów, którzy opowiedzą się za nimi. Został stworzony precedens. Wszystkie walki przeciwko uzależnieniu artystów będą się na niego powoływać.

 Po zakończeniu prac w Illescas El Greco powrócił do wcześniejszych tematów, m.in. do motywu Chrystusa wypędzającego kupczących ze świątyni. Kolejne wersje cieszyły się dużym zainteresowaniem klienteli; powstało przynajmniej sześć wysokiej jakości replik. Prócz starych wątków artysta podejmuje nowe, np.: Chrystus w ogrójcu czy Zaślubiny Marii Panny.
Osobną kategorię w twórczości El Greca stanowią prace, które powstawały głównie pod koniec twórczości artysty: cykl portretów apostołów (m.in. wiele wersji ukazujących Świętego Piotra), krajobrazy związane z miastem Toledo (Widok Toledo, Widok Toledo z planem) i portrety, w tym Portret mężczyzny uznawany przez niektórych historyków za autoportret artysty.
Ostatnim dużym zleceniem, jakiego podjął się sześćdziesięciosiedmioletni El Greco, opiewającym na kilka dużych obrazów, było retabulum do kościoła w mieście Bayona de Tajuña, obecnie Titulcia. Umowę 29 kwietnia 1605 roku podpisał jego syn, który miał zająć się stroną architektoniczną wraz z rzeźbiarzem Giraldo de Merlo. Tematem wszystkich obrazów miała być wielokrotnie wcześniej przedstawiana Maria Magdalena. W końcu obrazy zostały namalowane przez Manuela, a El Greco ograniczył się jedynie do szkiców. Najbardziej interesującym obrazem z cyklu było Wniebowzięcie świętej, gdzie „mamy do czynienia z jedynym aktem kobiecym przed Wenus Velázqueza”. Ostatnim portretem, jaki wyszedł spod ręki El Greca, był Portret ojca Hortensia, ostatnim obrazem był Wniebowzięcie Matki Boskiej z San Vincente, choć do tego miana pretenduje nieukończone dzieło Zaślubiny Marii Panny.
El Greco zostawił ok. 200 płócien, drugie tyle rysunków i pięciotomowy traktat o architekturze.

### Ostatnie dni i śmierć
Po 1613 El Greco bardzo podupadł na zdrowiu. Dwa lata wcześniej wykupił dla siebie za cenę trzech tysięcy sześciuset reali grobowiec pod jednym z ołtarzy w kościele San Domingo el Antiguo; dodatkowo zobowiązał się do wykonania retabulum ołtarza. 31 marca 1614 ciężko chory wezwał do siebie pisarza publicznego i spisał testament. Jedynym spadkobiercą uczynił swojego syna Jorge Manuela, świadkami było czterech mężczyzn, w tym dwóch o greckich nazwiskach. El Greco zmarł 7 kwietnia. Został pochowany w podziemiu San Domingo el Antiguo, w sarkofagu z porfiru. W 1618 władze klasztoru, z powodu przebudowy lub nieporozumień z Jorgiem Manuelem, poprosiły go o zabranie szczątków ojca. Nie zachowały się żadne dokumenty świadczące o ekshumacji, jak i kupnie nowego grobowca. Prawdopodobnie został przeniesiony do nieistniejącego już klasztoru San Torcuato. Obecnie miejsce spoczynku El Greca jest nieznane.

## El Greco jako rzeźbiarz

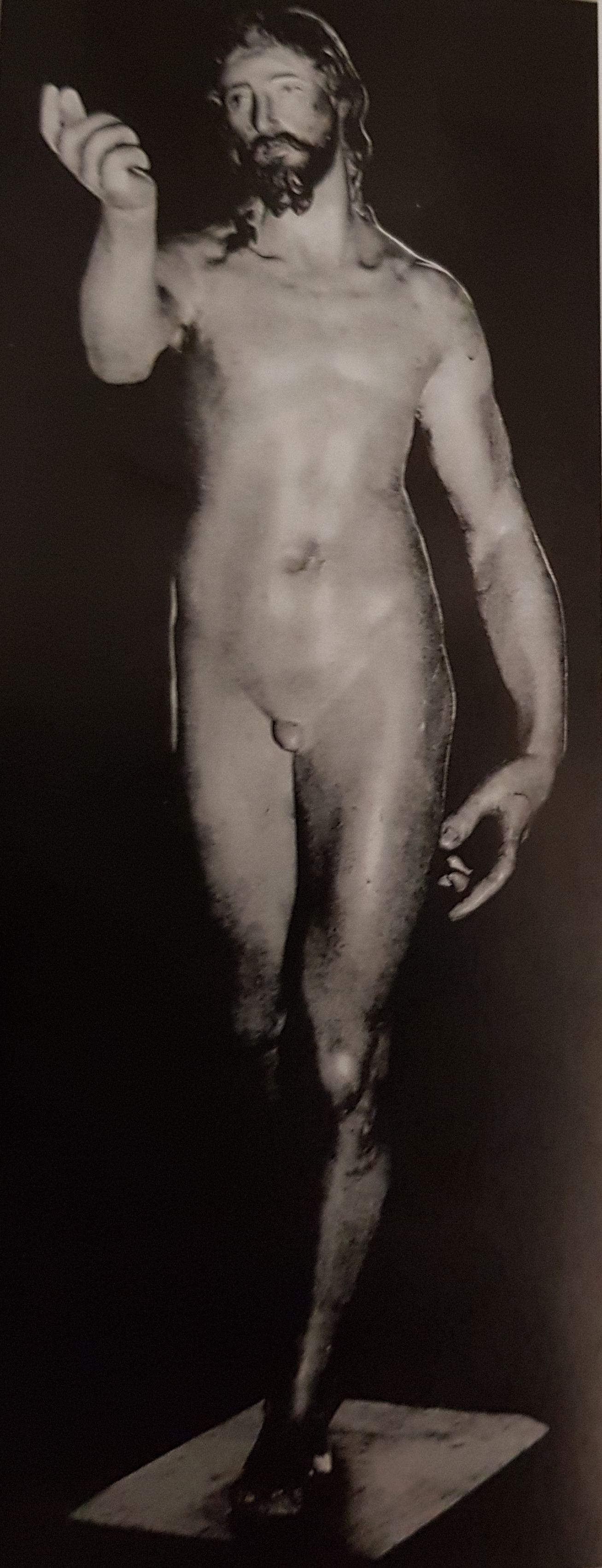
Rzeźba Chrystus Zmartwychwstały, 1598, Toledo, Hospital de Tavera

W pierwszym inwentarzu sporządzonym już po śmierci El Greca, w 1614 przez jego syna Jorge Manuela wymieniono dwadzieścia modeli gipsowych i trzydzieści z gliny i wosku, wykonanych przez artystę. Modele te wykorzystywał jako wzorce figur do swoich obrazów. Świadectwem, że El Greco osobiście rzeźbił figury dla swoich potrzeb, jest relacja hiszpańskiego malarza i historyka sztuki Francisca Pacheca, który w swojej pracy Arte de la pintura opisał wizytę w pracowni mistrza w 1611.
Prace rzeźbiarskie El Greco wykonywał od pierwszych lat swojego pobytu w Hiszpanii. Antonina Vallentin stwierdziła, że malarz musiał dać poznać się od tej strony znacznie wcześniej, jeszcze w okresie włoskim. W przeciwnym razie nie otrzymałby w 1577 zlecenia wykonania nie tylko obrazów do ołtarza w kościele Santo Domingo el Antiguo, ale i na zaprojektowanie oprawy architektonicznej oraz rzeźb. El Greco wywiązał się ze zlecenia, a realizację jego planów zlecono Juanowi Baptiście Monegro. Po raz pierwszy praktyczny talent rzeźbiarski El Greca można było zaobserwować również w 1577, podczas tworzenia obrazu Obnażenie z szat do zakrystii Katedry Najświętszej Marii Panny w Toledo. Otrzymał wówczas zamówienie na dwie prace. Pierwszą było wykonanie ramy do swojego dzieła. Miała ona zawierać rzeźbioną scenę przedstawiającą Marię podającą skrawek szaty św. Ildefonsowi. Drugą pracą był niewielkich rozmiarów wypukły relief w drewnie polichromowanym, przedstawiający scenę nałożenia ornatu św. Ildefonsowi, będący częścią nastawy ołtarzowej.
W 1598 El Greco wykonał rzeźbę z polichromowanego drewna: Chrystus Zmartwychwstały dla Hospital de Tavera w Toledo. Postać Chrystusa jest kompletnie naga, co wskazuje bardziej na włoskie niż hiszpańskie wzorce i wpływy, jakimi kierował się artysta. Rzeźba jest uderzająco podobna do postaci Chrystusa namalowanego w 1597–1600 na obrazie ołtarzowym pt. Zmartwychwstanie z kościoła Kolegium Wcielenia Pańskiego w Madrycie. Początkowo rzeźba miała zostać wystawiona ponad tronem eucharystycznym w formie niewielkiego tempietta. El Grecowi przypisuje się również dwie czterdziestocentymetrowe figurki Epimeteusza i Pandory, powstałe w latach 1600–1610. Inspiracją dla powstania tych pozostających w ścisłej relacji rzeźb mogła być rycina Albrechta Dürera przedstawiająca Adama i Ewę z 1510 lub rzeźby Dawida Michała Anioła (męska postać) i Wenus Medycejskiej.

## Spuścizna i uczniowie
W pierwszych latach pobytu w Toledo El Greco przyjął do służby lub pracy około trzydziestoletniego Włocha, Francesco Preboste. Prawdopodobnie był on wiernym kopistą mistrza. Jego zdolności musiały być zauważone przez współczesnych, skoro jemu i synowi El Greca powierzono wspólne wykonanie jakichś prac. El Greco powierzał mu prowadzenie w jego imieniu wszelkich rozmów pośredniczących, a także interesów; jego podpisy znajdują się na większości dokumentów związanych z działalnością biznesową malarza. Ostatni jest datowany na rok 1607. Nie wiadomo, czy po tej dacie Preboste zmarł, czy np. powrócił do Włoch.

Pod koniec XVI stulecia pracownia El Greca przeżywała największy rozkwit. Wpływało do niego bardzo wiele różnych zamówień, a uczniów było coraz więcej. Mimo tej popularności El Greco nigdy nie założył własnej szkoły. Jak zauważyła Vallentin: 

Jego sztuka nie da się przekazać. Nie można udzielać swojej inspiracji. Uczniowie uczą się u niego rzemiosła, kopiują jego dzieła, może tym bardziej wiernie, że duch tych dzieł pozostaje dla nich obcy.

 Do ulubionych uczniów El Greca należał Luis Tristan (ok. 1585–1624), który po śmierci mistrza zatracił jego styl i pozostał jedynie portrecistą będącym pod wpływem sztuki Caravaggia. Jego portrety były nacechowane pierwiastkami geniuszu El Greca. Obrazy innych uczniów nosiły również wspólną manierę wyniesioną z pracowni: umiłowanie do szczegółów i upodobanie do miniatury. Do grona uczniów mistrza należało kilku malarzy martwej natury: Aleksander de Laorte, Pedro Orrente zw. hiszpańskim Bassano, Antonio Pizaro i Juan Bautista Mayno, późniejszy dominikanin.
Po śmierci El Greca jego sztuka szybko popadła w zapomnienie. Na nowo został odkryty dopiero około 1900, za sprawą pisarzy i artystów awangardy. Głównym propagatorem twórczości El Greca był baskijski malarz Ignacio Zuloaga, który w 1887 wykonał szereg kopii prac El Greca, a następnie wykorzystał jego motywy do swoich obrazów. W 1905 zakupił obraz Otwarcie piątej pieczęci Apokalipsy i wykorzystał je jako tło do własnego obrazu Mis amigos przedstawiającego portrety kilku przedstawicieli pokolenia 1898. Za namową Zuloagi kolejni artyści hiszpańscy nabywali prace starego mistrza, m.in. Santiago Rusiñol, który kupił dwa obrazy we Francji i „w symbolicznym akcie” przewiózł je do swojego domu w Hiszpanii. El Grekiem zaczęli interesować się artyści i krytycy sztuki z całej Europy: poeta Rainer Maria Rilke, krytyk niemiecki Julius Meier-Graefe. Prace El Greca, ich swobodna forma, rysunek i kolor wpłynęły na artystów (Paul Cézanne), głównie modernistycznych m.in., Pablo Picasso (Portret nieznanego mężczyzny w stylu El Greco z 1899, Woman Resting on Her Elbow 1909), Karl Hofer Eugène Delacroix (Pietà, 1850) Egon Wilden, Max Oppenheimer (The Flagellation, 1913), Heinrich Nauen (Lamentation of Christ, 1913), Leo von Koning .
Jedyny obraz przypisywany El Grecowi znajdujący się w Polsce, Ekstaza św. Franciszka, jest prezentowany od 15 października 2004 na ekspozycji stałej w Muzeum Diecezjalnym w Siedlcach.

### Publikacje polskojęzyczne
- Luciano di Pietro, Edi Baccheschi: El Greco. Warszawa: KAW, 1985. ISBN 83-03-00814-5.
- Michael Scholz-Hänsel: El Greco. Köln/Warszawa: Taschen, 2005. ISBN 83-89192-90-X.
- Andras Szekely: Malarstwo hiszpańskie. Warszawa: WAiF, 1974. ISBN 978-3-7757-3327-4.
- Antonina Vallentin: El Greco. Halina Ostrowska-Grabska (tłumacz). Warszawa: PIW, 1958.
- Kazimierz Zawanowski: El Greco. Warszawa: Arkady, 1979.
- Maria Sieramska (red. wyd.), Luciano Di Pietro, Edi Baccheschi: Geniusze Sztuki. El Greco. Warszawa: Krajowa Agencja Wydawnicza, 1985. ISBN 83-03-00814-5.
- red. Andrzej Witko: W przedsionku niebios. Sztuka w Hiszpanii doby El Greca. Kraków: AA, 2015. ISBN 978-83-7864-197-1.

### Publikacje obcojęzyczne
- Leo Bronstein: El Greco. London: The Idehurst Press, 1951.
- Manuel B. Cossío: El Greco. Madrid: Victoriano Suarez, 1908.
- David Davies: El Greco. Mystery and illumination. Edinburgh: National Gallery of Scotland, 1989. ISBN 0-903148-90-0.
- David Davies, John H. Elliott: El Greco. London: National Gallery Company, 2004. ISBN 978-1-85709-933-1.
- José Gudiol: The complete painting of El Greco. New York: Greenwich House, 1983. ISBN 0-517-404990.
- Ludwig Goldscheider: El Greco. Paintings, drawings and sculptures. London: The Phaidon Press, 1938, 1954.
- Elizabeth du Gue Trapier: El Greco. New York: The Hispanic Society of America, 1925.
- Elizabeth du Gue Trapier: El Greco. Early years at Toledo 1576–1586. New York: The Hispanic Society of America, 1958.
- Jacques Lassaigne: El Greco. London: Thames & Hudson, 1973. ISBN 0-500-20136-6.
- Fernando Marías: El Greco. Life and work – A new History. London: Thames & Hudson, 2013. ISBN 978-0-500-09377-1.
- August L. Mayer: El Greco, eine Einführung in das Leben und Wirken des Domenico Theotocopuli genannt El Greco. München: Delphin Verlag, 1916.
- Patrick Pye: The time gatherer. A study of El Greco’s treatment of the sacred theme. Dublin: Four Courts Press, 1991. ISBN 1-85182-084-1.
- Harold E. Wethey: El Greco and his school. Princenton University Press, 1962. ISBN 0-517-404990.
- Beat Wismer, Michael Scholz-Hänsel: El Greco and Modernism. Düsseldorf: Museum Kunstpalast, 2012. ISBN 978-3-7757-3327-4.